# Exèrcit Imperial Rus
L'Exèrcit Imperial Rus (en rus: Русская императорская армия en rus) va ser l'exèrcit de terra de l'Imperi Rus, actiu des de 1721 a 1917. A mitjans de la dècada de 1850, comptava amb 938.731 efectius regulars i 245.850 irregulars (principalment cosacs).

## Història

### Precursors: Regiments del Nou Ordre

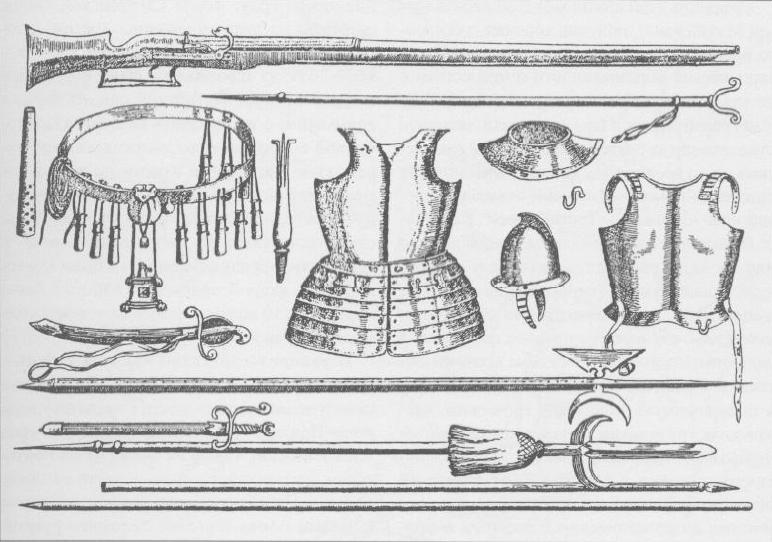
Equip i armament dels Regiments de Nou Ordre, al manual Udeniye i xitrost ratnogo stroyeniya pejotni liudei (Учение и хитрость ратного строения пехотных людей), 1647.

Els tsars russos anteriors a Pere I mantenien un cos hereditari d'arcabussers professionals (streltsí en rus). Van ser reclutats originalment pel tsarIvan IV. De ser una força efectiva, van passar gradualment a ser poc fiables i indisciplinats. En temps de guerra, l'exèrcit s'augmentava amb camperols.
"Regiments de nou ordre", o "regiments d'ordre estranger" ("Полки нового строя" o "Полки иноземного строя",  Polkí NOVOGO (inozémnogo) stroya), va ser el terme rus usat per descriure les unitats militars formades en l'Imperi al segle XVII d'acord amb els principis d'Europa occidental. Hi havia diversos tipus de regiment, com regulars, dragons i reiters. El 1631, els russos van crear dos regiments regulars a Moscou. Durant la Guerra russo-polonesa 1632-1634, en temps del tsar Aleix I es van crear sis regiments regulars més, un regiment reiter i un dragons. Inicialment, reclutaven fills de boiars sense terres i  streltsí , voluntaris, cosacs i altres. Els oficials al comandament eren majoritàriament estrangers. Després de la guerra contra la Mancomunitat de Polònia-Lituània, els regiments van ser dissolts. Durant una altra  Guerra russo-polonesa, es van crear de nou i es van convertir en la força principal de l'exèrcit rus. Sovint, els regiments de dragons i regulars eren coberts amb persones que signaven un servei militar vitalici (datochnye liudi). Els reiter eren coberts amb gentry i fills de boiars amb poques terres o sense elles i eren pagats amb diners o terres pel seu servei. Més de la meitat dels comandants eren representants de la gentry. En temps de pau, alguns dels regiments es dissolien.
El 1681 hi havia 33 regiments regulars (61.000 homes) i 25 regiments de dragons i reiters (29.000 homes). A la fi del segle XVII els regiments de nou ordre representaven més de la meitat de l'Exèrcit rus i al principi del segle XVIII van ser utilitzats com a base de l'exèrcit regular. Aquesta situació es va donar després de la dissolució el 1698 de la majoria de regiments de streltsí per la seva revolta.

### Introducció del servei militar per Pere I

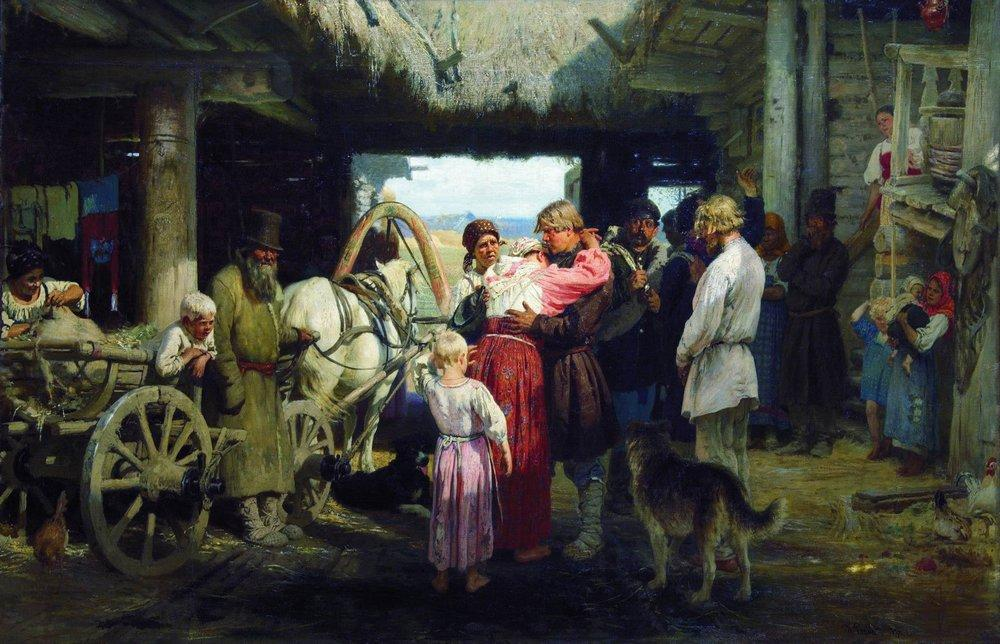
El comiat d'un recluta per Ilià Repin, 1879.

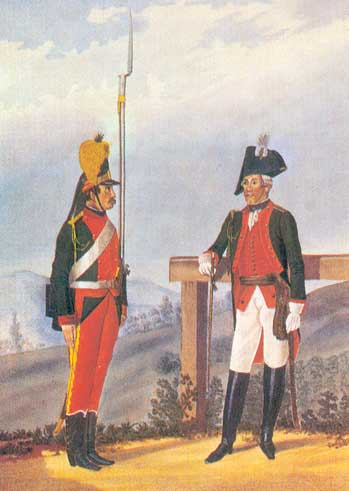
Infanteria de finals del segle XVIII.

El servei militar va ser introduït en l'Imperi Rus per Pere I el Gran al desembre de 1699, de cara a la guerra amb Suècia, encara que existeixen referències que el seu pare també el va fer servir. Els soldats eren anomenats reclutes (no s'ha de confondre amb el reclutament voluntari, que no apareixeria fins al segle XX). Es realitzava un model d'instrucció que imitava el dels regiments Preobrajenski i Semiónovski. El servei militar al s. XVIII era vitalici, va passar de 25 anys a 1793, a 20 anys més 5 a la reserva el 1834, i a 12 anys més 3 a la reserva el 1855.
Pere I va crear un exèrcit segons el model prussià, però amb una nova característica: els oficials no venien necessàriament de la noblesa. Els comuns amb talent podien promocionar i fins i tot aconseguir d'aquesta manera un títol nobiliari associat a un determinat grau militar (aquest tipus de promocions van ser abolides en temps de Catalina II. Al principi es va acudir també a contractar militars estrangers (des de 1702, el 1705 es van restringir els criteris d'admissió) i es va nomenar comandants a amics de Pere en les seves proves amb l'Exèrcit de joguina de Pere el Gran. Després de la  derrota a Narva, es va posar èmfasi en la preparació dels comandaments. la recluta de camperols i ciutadans urbans es basava en un sistema de quota, que inicialment tenia en compte el nombre de llars, però més tard va passar a tenir en compte la quantitat de població.
Per iniciativa de Pere es va reformar l'artilleria, adaptant els calibres de les peces i unificant els tipus construïts. S'introdueixen els armons, les mires, els llenços per les càrregues de pólvora, els combois militars de tracció cavallina (furshtat ), així com les primeres unitats d'artilleria eqüestre.
A principis del segle XVIII es van crear les primeres acadèmies militars per a la formació d'oficials, l'Escola de Matemàtiques i Navegació de Moscou (1701), l'Escola d'Artilleria (1714) i dues escoles d'enginyeria (1712 i 1719).
El rearmament de l'exèrcit segons els estàndards occidentals es considera acabat el 1709, abans de la batalla de Poltava. Es van canviar també els uniformes. Es va dotar a la infanteria de mosquets d'ànima llisa amb baioneta,  espases, punyals i  granades; als dragons se'ls va dotar amb carabines, pistoles i Palash. Els oficials portaven més partesanes i alabardes que servien més de gala que com armes de combat.
El 1719 es va instituir el Col·legi de Guerra.

### Segona meitat del segle XVIII
A la segona meitat del segle XVIII en la infanteria es van crear regiments de jäger i a la cavalleria regiments de cuirassers i hússars. L'armament va canviar a mosquets al1753. Aleksandr Suvórov va tenir un paper molt important en la preparació de l'exèrcit en aquesta època, amb les seves campanyes a Crimea, el Caucas, a la Guerra russo-turca de 1787-1792, apaivagant la insurrecció de Kościuszko i en la guerra de la Segona Coalició. El 1757 es va incorporar un nou tipus de peça d'artilleria, el Canó obús Edinorog ("unicorn"), que van començar a usar-se aquest mateix any per ordre del  mariscal de camp Piotr Shuvalov.
El 1762  Pere III va disposar pel Manifest sobre la llibertat de la noblesa que els nobles eren lliures del servei civil i militar obligatori de 25 anys, lliures de dimitir i podien sortir a l'estranger. El 1763 es va crear l'Estat Major. A partir de 1774 els reclutaments van ser anuals.

### Primera meitat del segle XIX - Guerres Napoleòniques
Per al desenvolupament dels conflictes militars, vegeu Guerres Napoleòniques. 

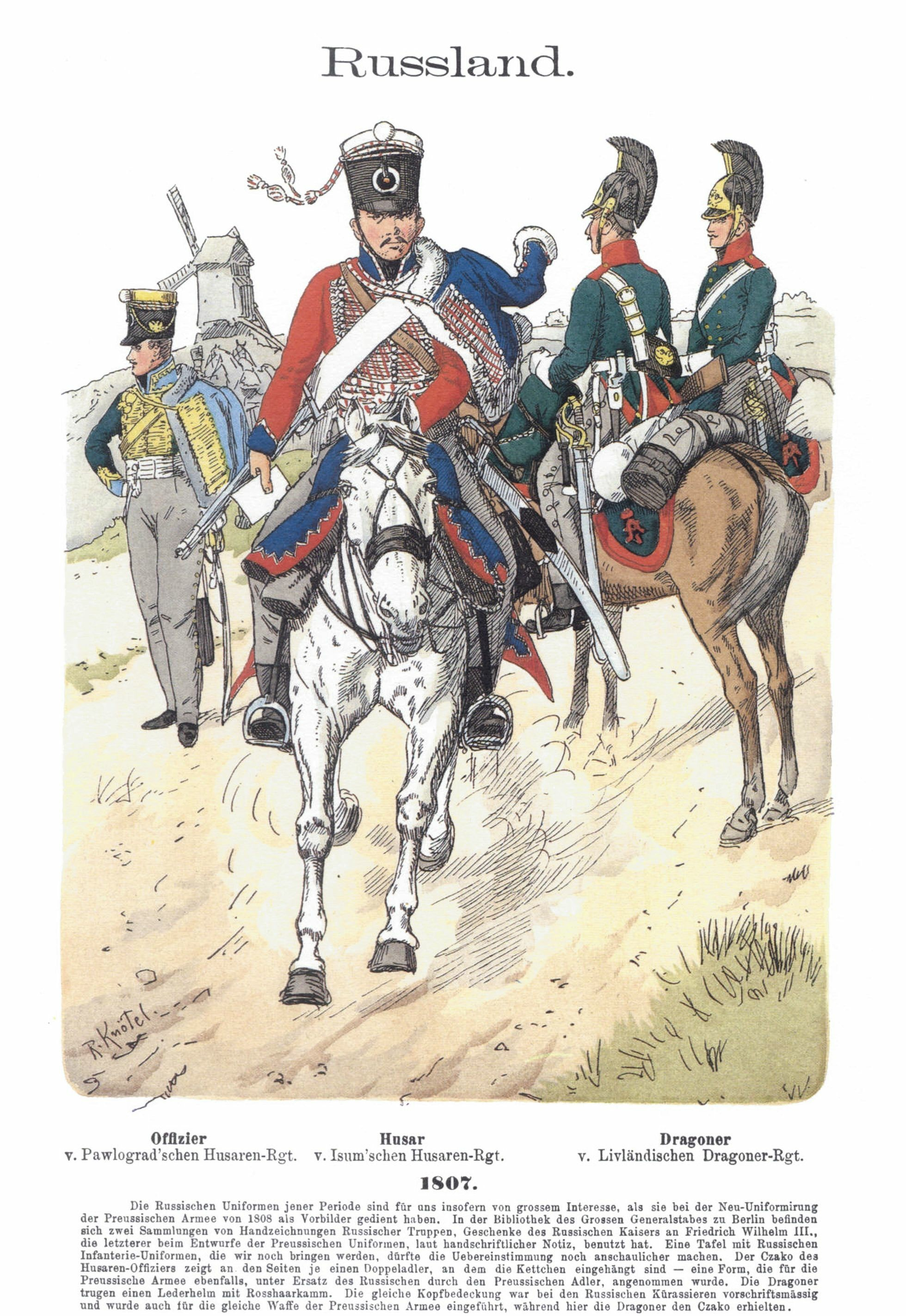
dragons i húsars russos al 1807.

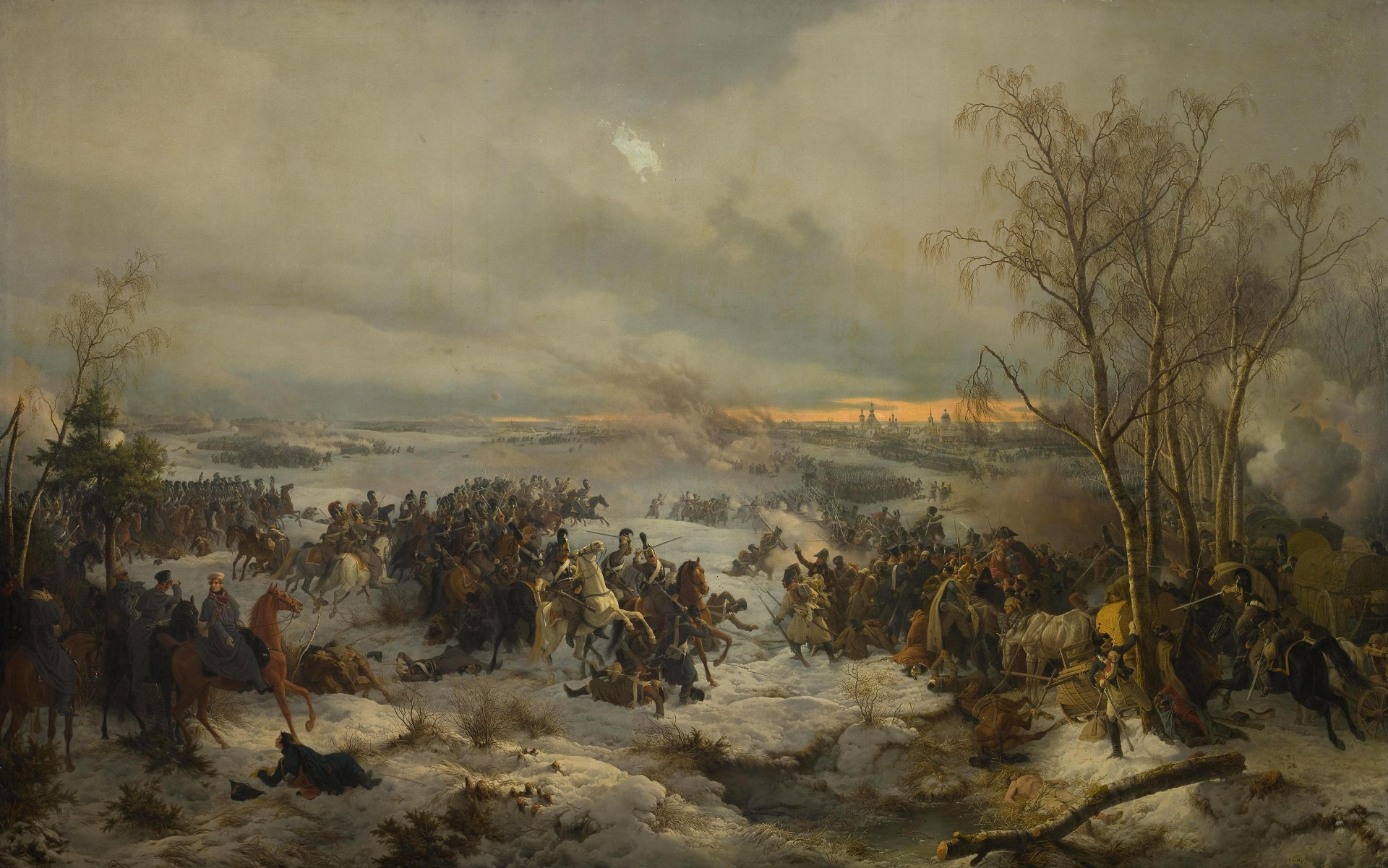
Batalla de Krasnoi, Peter von Hess, sobre la batalla homònima a la invasió napoleònica de Rússia.

El Ministeri de Guerra de l'Imperi Rus va ser instituït el 1802. El 1805 es va introduir en l'exèrcit rus les peces d'artilleria amb el sistema Gribeauval, creat per l'enginyer i oficial d'artilleria de l'exèrcit francès Jean-Baptiste Vaquette de Gribeauval. El fusell d'espurna model del 1809 amb ànima de set estries va substituir aquell any al model de 1753 com a fusell de la infanteria.
El 1810 es van crear els primers  Cossos d'exèrcit i, a iniciativa d'Alekséi Araktxéyev es van crear les primeres  colònies militars, aprovant-se l'any següent amb un nou reglament per a la infanteria.
A principis del 1812 es reformen els comandaments de camp de l'exèrcit, així com l'Estat Major. El 1832 es crea l'Escola Militar de l'Estat Major. El 1853 l'exèrcit comptava amb nou cossos d'exèrcit d'infanteria i dos de cavalleria, amb 28 mil oficials i 911 mil soldats i graus inferiors en el seu exèrcit regular i 3.500 oficials i 250.000 soldats i graus menors a l'irregular.

### Segona meitat del segle XIX

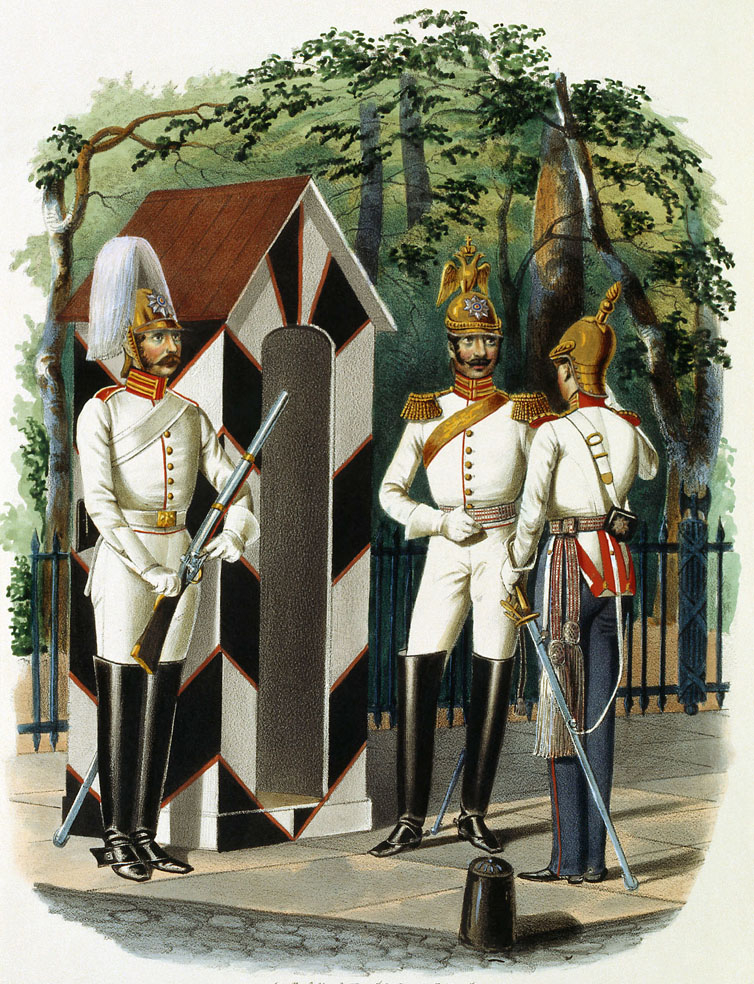
Uniforme del Regiment de Cavalleria de la Guàrdia Lieib, mitjan.

Després de la derrota a la Guerra de Crimea, durant el regnat d'Alexandre II, el Ministre de Guerra, el comte Dmitri Miliutin (en el càrrec en 1861 - 1881), va introduir reformes militars, com la introducció del  sistema de lleves i la creació de districtes militars al país. El 1867 es va començar a utilitzar el canó de 9 amb el sistema de Nikolai Maievski. Al1868 es va triar com a nou fusell de l'exèrcit al fusell Berdan dissenyat per a l'exèrcit rus pel nord-americà Hiram Berdan i el 1870 un segon model del mateix fusell. A l'any següent es va dotar als soldats del revòlver S & W model 3.
Com a part de les reformes de Miliutin, el tsar va aprovar l'1 de gener de 1874 un estatut de reclutament que feia el servei militar obligatori per a tots els homes majors de 20 anys, reduint el temps de servei a sis anys amb nou a la reserva (a la flota eren set anys de servei actiu). La norma no afectava els cosacs, als pobles de Transcaucàsia ni als de l'Àsia central i Sibèria. Aquest reclutament va crear un gran grup de reservistes experimentats que estarien preparats per mobilitzar-se en cas de guerra, permetent a l'Imperi Rus mantenir un exèrcit més petit en temps de pau. El sistema d'educació militar també va ser reformat, posant a disposició dels llevats l'educació elemental.
El 1876 es va crear el primer batalló ferroviari, al qual seguirien dues més a l'any següent, que precedirien la formació d'un cos d'exèrcit ferroviari.
El 1891 es va incorporar a l'exèrcit el fusell Mosin-Nagant.

### Principis del segle XX - Primera Guerra Mundial, revolucions
Per panorames generals sobre els principals esdeveniments, vegeu Guerra russo-japonesa, Primera Guerra Mundial, Revolució de Febrer de 1917 i Revolució d'Octubre.

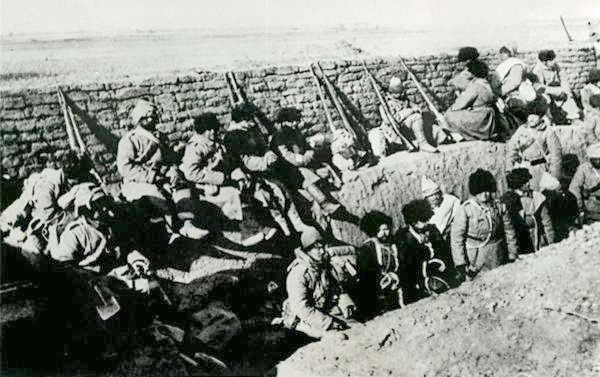
Soldats russos en trinxeres, Guerra russo-japonesa.

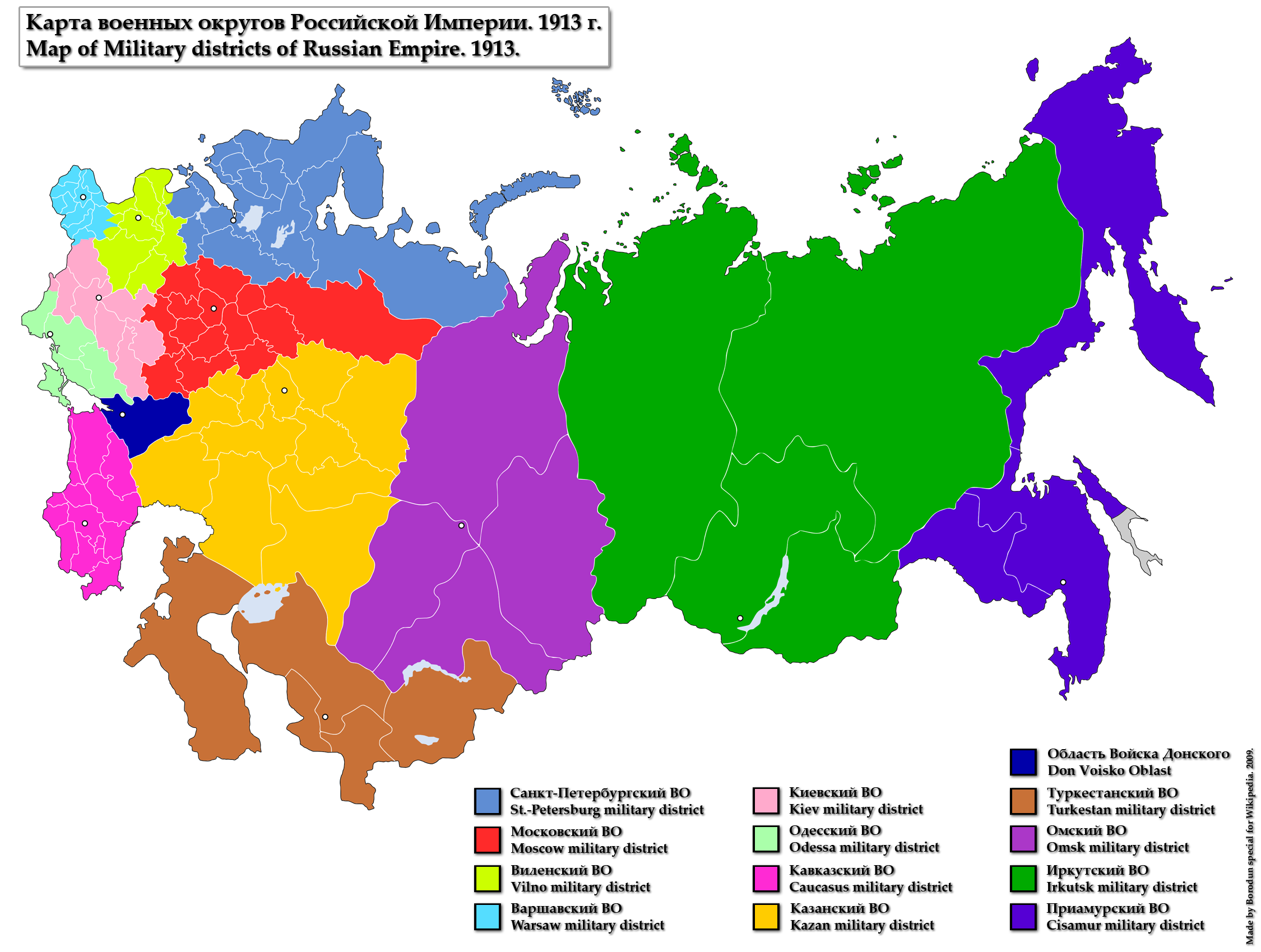
Districtes militars de l'Imperi Rus al 1913.

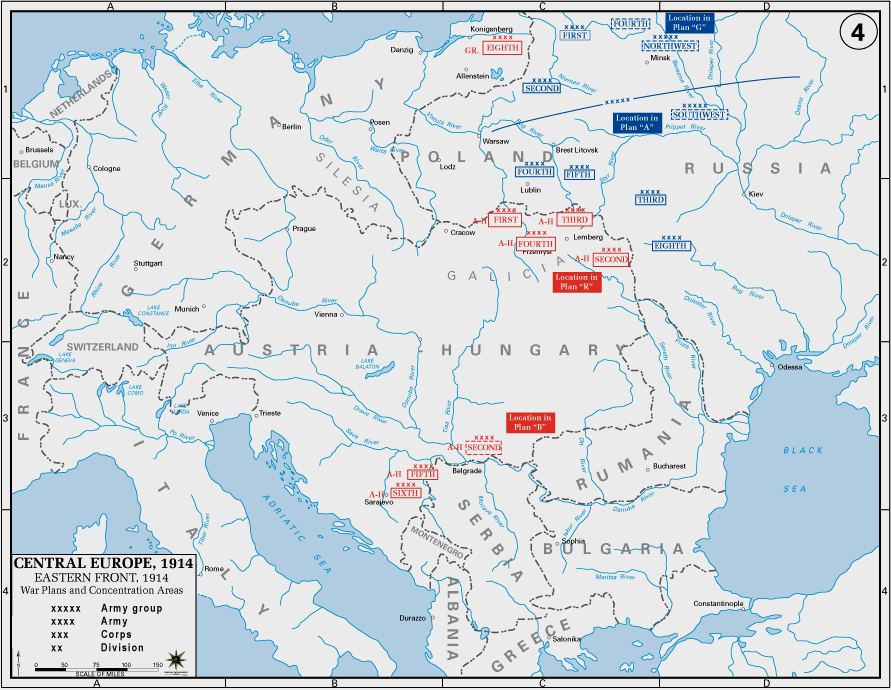
El Front Oriental al 1914.

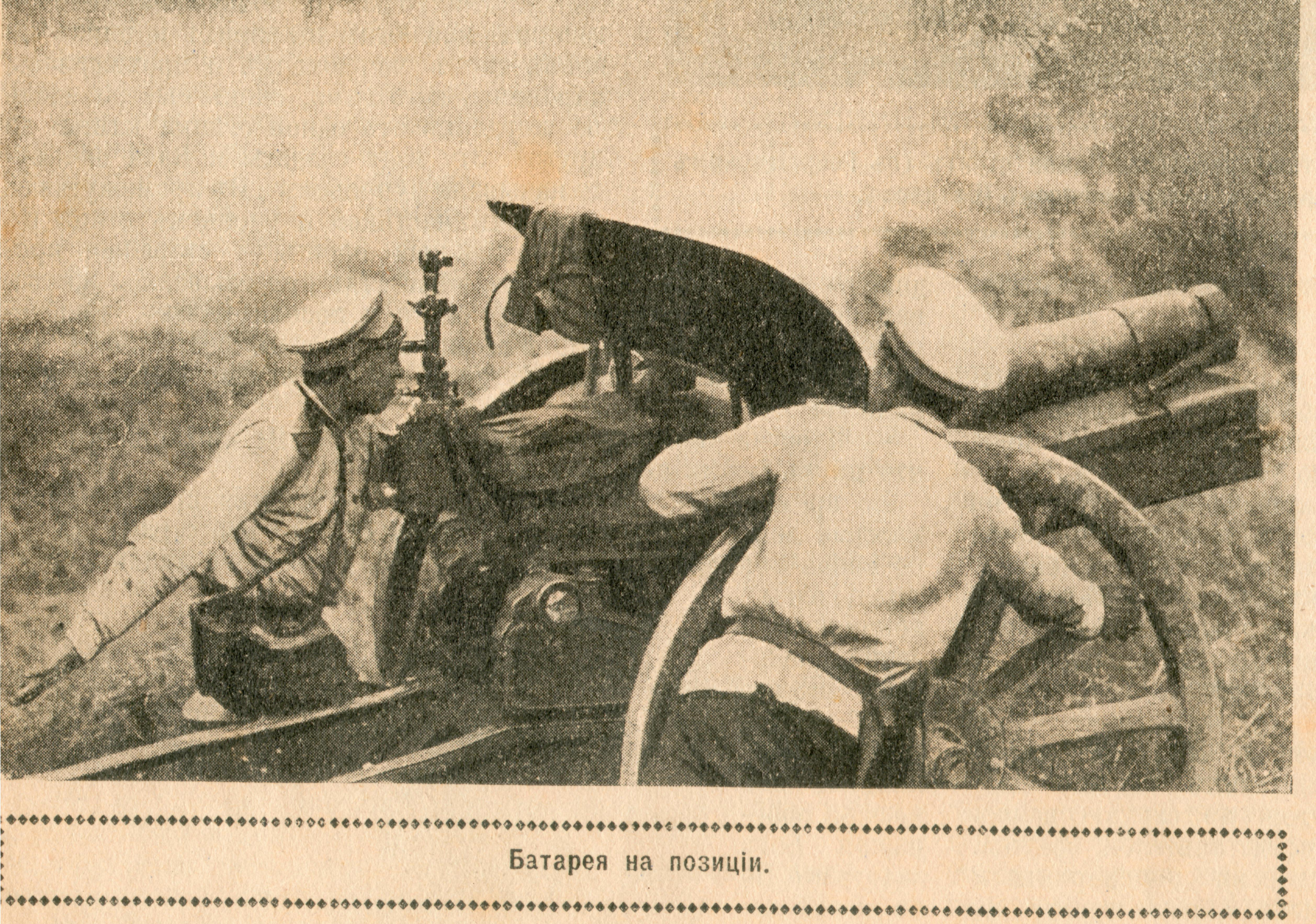
Artilleria russa al Front Alemany amb un Canó obús rus M1909 122 mm.

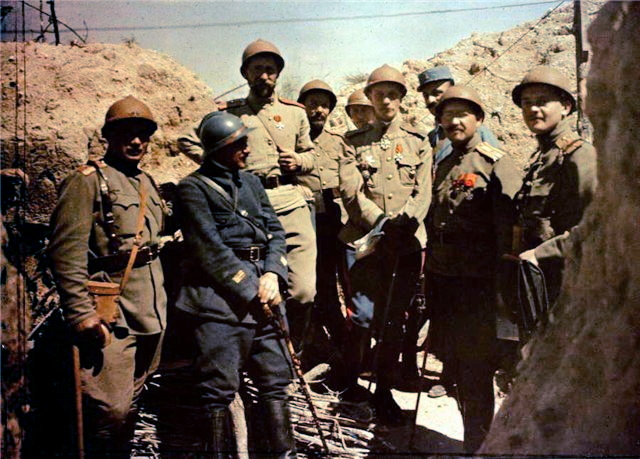
Cos expedicionari rus a França, 1916.

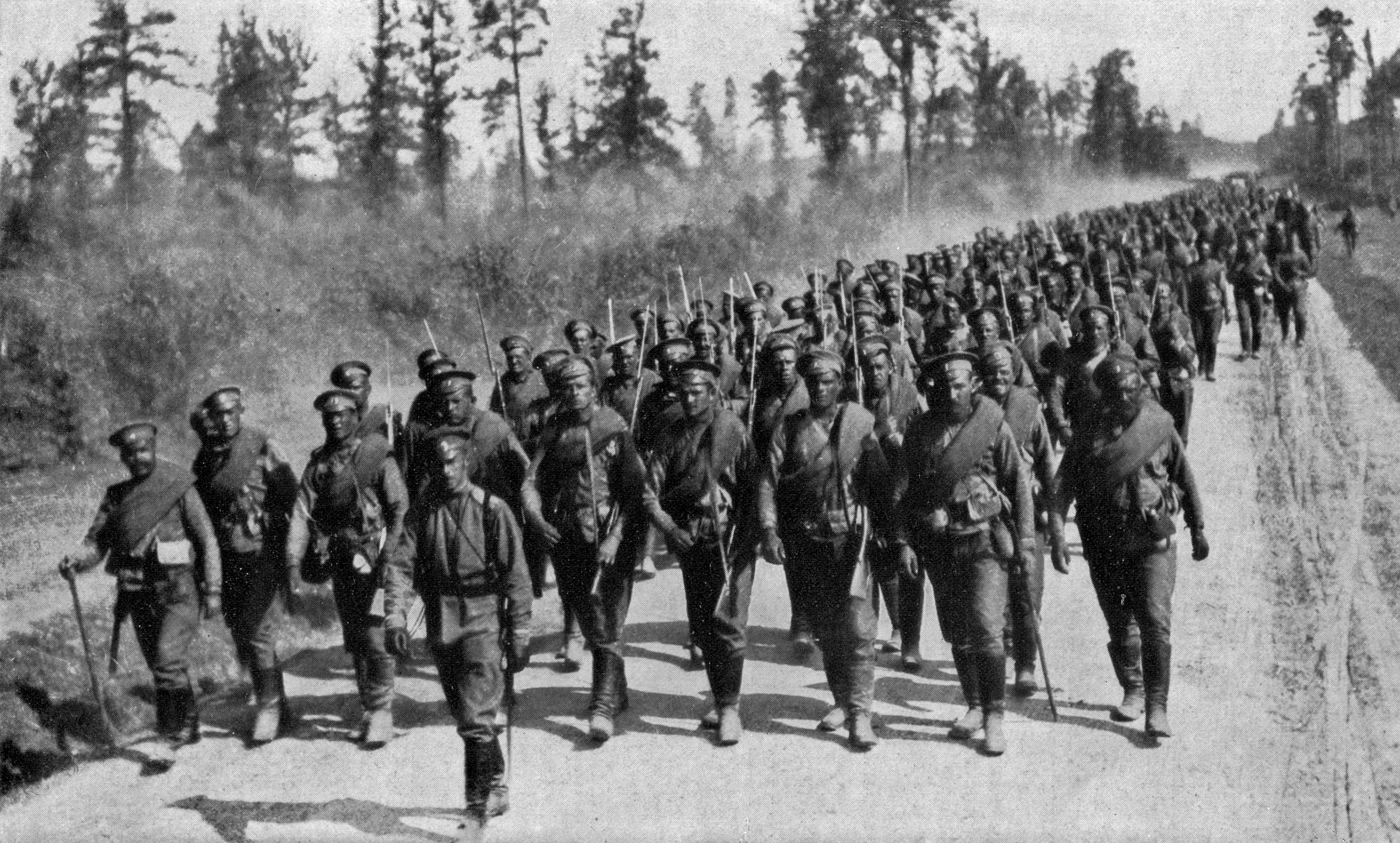
Reforços d'Infanteria russa marxant per al front, 1917.

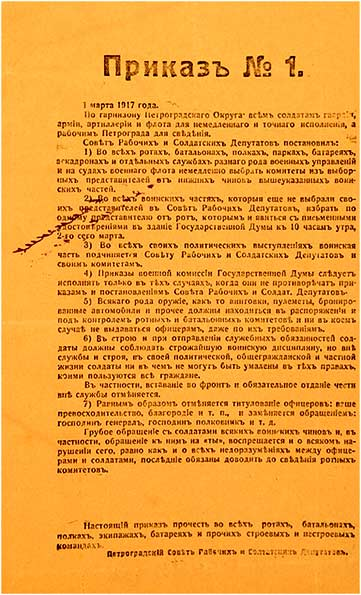
Ordre número 1 del Soviet de Petrograd.

En els primers anys del segle xx la unitat d'organització bàsica de les forces armades era el  cos que comprenia una divisió de cavalleria i 3 d'infanteria, i a cada divisió d'infanteria se li afegia, en temps de guerra, un regiment de cavalleria  cosaca.
A principis del segle XX en el territori de l'Imperi Rus hi havia dotze  districtes militars. Al capdavant de cada un hi havia un comandant d'exèrcit. Com a possibles reclutes es consideraven als homes d'entre 21 i 43 anys. Els pobles del Caucas, Àsia central i Sibèria compensaven la seva no participació en l'exèrcit amb el pagament d'un impost. Es van crear regiments eqüestres que s'enquadraven als genets dels pobles del Caucas que es volguessin inscriure.
El 1901 es va incorporar a l'exèrcit la metralladora  anglesa  Maxim. El 1902 es va crear el primer regiment motoritzat. La Guerra russo-japonesa de 1904 - 1905 va suposar la constatació de l'inadequat plantejament de l'exèrcit rus davant la guerra moderna, les trinxeres i les metralladores pesades. Els artillers russos van utilitzar per primera vegada el goniòmetre i el periscopi,  disparant contra posicions tancades. També va ser creat durant la guerra el primer  morter, dissenyat per Leonid Gobiato.
Després de la guerra va continuar el rearmament, adquirint una variant del fusell Mosin-Nagant i la metralladora Maxim M1910, així com noves peces d'artilleria. Pel que fa a les pistoles, tot i la gran producció dels revòlvers Nagant M1895, l'estat no va saber aprovisionar convenientment al cos d'oficials. En 1907 els oficials podien adquirir legalment per compte propi pistoles de 9 mm FN Model 1903 i  Parabellum, ia partir d'abril de 1912, la  Steyr  M1909 i la Mauser M1910 de 6,35 mm. Els pilots portaven la Mauser C96 de 7, 63 mm i molts oficials usaven per compte propi revòlvers Smith & Wesson i pistoles Colt M1911. Aquesta diversitat d'armes auxiliars i calibres seria un greu problema un cop iniciada la Primera Guerra Mundial quant al seu manteniment i provisió de munició.
El 1911 es va crear l'aviació militar i a partir de llavors va iniciar un lent creixement. El 1913 es va aprovar un projecte per augmentar en un 39% la mida de l'exèrcit i rearmar al complet (es preveia la seva fi el 1917), però no va ser iniciat pel començament de la Primera Guerra Mundial. El 1913 en l'Imperi Rus havia quatre petites fàbriques i dos tallers per a la producció i muntatge d'avions i no seria fins a maig de 1914 que el  ministeri de Guerra va disposar la construcció de 292 avions. El 1914 es va desenvolupar el primer canó antiaeri rus, el canó antiaeri M1914 / 15 76 mm, encara que no es va posar a disposició de l'exèrcit en campanya fins a l'any següent. Fins a la fi de la guerra es van produir 72 canons antiaeris.
L'enginyer Vasili Mendeléiev va iniciar el disseny d'un vehicle blindat automotriu en 1911, però els primers automòbils blindats no apareixerien en l'armament de l'exèrcit rus fins a 1914, després del començament de la Gran Guerra. Al maig de 1915 es construïa la tanqueta Vezdejod, tot i que fins al final de la guerra el govern tsarista no es va decidir a introduir-lo en l'armament de l'exèrcit.
Cal destacar la insuficient atenció prestada al desenvolupament tècnic i d'enginyeria de l'exèrcit. El 1914, abans del començament de la guerra, el total del cos d'enginyers militars i tècnics estava compost per 820 persones.
Al començament de la Primera Guerra Mundial l'Exèrcit Imperial Rus explicava a 1.350.000 integrants, que després de la mobilització van arribar a ser 5.338.000 persones, entre l'armament havia 6.848 canons lleugers i 240 pesats, 4.157 metralladores, 4.519 700 fusells, 263 avions desarmats (d'ells 224 - com a part dels  esquadrons d'aviació) i 14 dirigibles. Després de concloure la mobilització es van rebre més de 4 mil cotxes (475 de càrrega i 3.562 automòbils lleugers). Les reserves de projectil és eren de 1.000-1.200 projectils per peça d'artilleria. A finals de novembre de 1914 ja es notava la crisi de subministraments d'armament, ja que la indústria de l'Imperi Rus era incapaç de satisfer les necessitats de l'exèrcit. Pel que fa als fusells, l'exèrcit feia servir, a més del reglamentari Mosin-Nagant, els fusells  japonesos Arisaka  Tipus 30 (1897) i  Tipus 38 (1905), els  austrohongaresos Mannlicher M1889 i Mannlicher M1895, els  alemanys Mauser de 1888 i  1898 i altres variants, a més d'alguns fusells obsolets com el nord-americà  BERDAN nº2 (1870), el  francès  Gras 1874, el Gras-Kropatschek 1874-1885  o el  Vetterli 1870-1887. Es va intentar esmenar la falta de fusells amb importacions, però s'estima que hi va haver una manca del 35%. Així mateix, la indústria russa no era capaç de cobrir les necessitats de metralladores de l'exèrcit, per la qual cosa es van comprar 6.100 metralladores lleugeres franceses Chauchat CSRG i 14.850  Colt-Browning M1895 nord-americans, però per al 1 gener 1917 només es cobria el 12% de les necessitats de l'exèrcit. Pel que fa a la munició, dels 150 milions de cartutxos mensuals que necessitava l'exèrcit a 1915 es va passar a 350 milions mensuals a mitjans de 1917, però la indústria de l'Imperi Rus al novembre d'aquest any aconseguia produir 150 milions mensuals, de manera que es va contractar el subministrament britànic i nord-americà de munició, que va començar a arribar a 1916, faltant uns 50 milions de cartutxos per mes. També hi va haver escassetat en la munició per a l'artilleria entre novembre de 1914 i finals de 1916.
Després de l'inici dels combats es va incorporar nou armament a l'exèrcit. En 1915 va començar a usar-se la màscara antigàs Zelinski-Kummant i a mitjan 1916, els cascos francesos Adrian i els fusells Avtomat Fiódorova. També es van realitzar innovacions en la tàctica militar. La guerra de trinxeres feia molt necessari el suport de les accions dels sapadors, que estaven armats amb carrabines, revòlvers i matxets que s'utilitzaven com pics i granades de mà, a més de pales per l'atrinxerament dels soldats i cisalles per al tall del filferro de pues. Aquest tipus de combat va fer inútil a la cavalleria.
L'insuficient desenvolupament relatiu dels ferrocarril és era un impediment per al desplaçament ràpid de tropes i el seu abastament. L'ús prioritari del ferrocarril per a les necessitats del front (l'exèrcit va confiscar un terç de tots els mitjans de transport a l'inici de la guerra) va empitjorar visiblement el proveïment de les ciutats.
En començar la guerra l'Imperi alemany bloquejava el mar Bàltic i l'Imperi Otomà els Dardanels i el Bòsfor, la sortida del mar Negre. El port principal per a la recepció de mercaderies va ser Arjánguelsk (gelat de novembre a març) i Múrmansk, que no es gela, tots dos al mar Blanc però que en 1914 encara no estava connectat per ferrocarril amb el centre de l'Imperi. El tercer port en importància, Vladivostok, estava massa allunyat. Una de les mesures de la Comissió Especial de Defensa era la conversió ferrocarril de via estreta Arjánguelsk - Vologda a ample de via regular rus, el que va permetre triplicar el volum de càrrega del ferrocarril. Així mateix es va iniciar la construcció del ferrocarril a Múrmansk que no es completaria fins a gener de 1917.
Després de la Revolució de Febrer de 1917 els canvis polítics van afectar la direcció i el proveïment de l'exèrcit, així com a la seva moral, creixent el desgast per la guerra. En les forces armades es van donar processos democratitzadors que buscaven la igualtat de drets dels soldats amb la població civil, canviant el seu nom per "Exèrcit Revolucionari de la Rússia lliure".
El 14 de març de 1917 (un dia abans de l'abdicació del tsar Nicolau II de Rússia), el Soviet de Petrograd va publicar l'ordre número 1 que anul·lava el principi de direcció única de l'exèrcit i instituïa soviets de soldats a les unitats militars i en els tribunals. Aquest fet va contribuir a la baixa de la moral de l'exèrcit i al creixement de la deserció. Paral·lelament a les dels soldats, es van començar a formar organitzacions d'oficials. Per combatre la indisciplina en l'exèrcit es van crear les " unitats de xoc".
El 19 de juny de 1917 el Govern Provisional va permetre la creació d'unitats militars de dones voluntàries, creant-se l'endemà passat la primera subdivisió femenina sota el comandament de Maria Bochkariova.
Amb autorització del Govern provisional va començar la formació d'unitats militars nacionals. El 2 de juny de 1917, el 34 cos militar del general Pável Skoropadski es va convertir en el 1r cos ucraïnès. El juliol del 1917 sobre la base de parts del districte militar de Kíev es va formar l'1r cos polonès, el comandament va acceptar el 6 d'agost d'aquest any el general Józef Dowbor-Muśnicki.
A mitjan 1917 en l'exèrcit hi havia 13 seccions motoritzades amb 300 vehicles blindats i 7 trens blindats lleugers, per al transport d'artilleria lleugera i metralladores.
Per a octubre de 1917 eren 10 milions de soldats amb què comptava l'exèrcit, encara que al front només es trobava un 20% del total.
La guerra va ser una nefasta situació per a l'Imperi Rus, per a la seva economia i per a la població (durant la guerra es va mobilitzar a 19 milions de persones, el que va produir conseqüències catastròfiques per a l'economia del país). Durant la guerra l'exèrcit va sofrir un gran nombre de baixes.
Després de la Revolució d'Octubre de 1917, el Consell de Comissaris del Poble i el Comitè Executiu Central Panrús van aprovar el 16 de desembre de 1917 els decrets "sobre el principi electiu i l'organització del poder a l'exèrcit ", pel qual definitivament el poder a l'exèrcit no requeia exclusivament en els comandaments sinó també en els comitès, soviets i congressos tenien la seva banda al poder, en introduir l'electivitat dels comandaments, i "Sobre la igualtat de drets de tots els militars", pel qual s'anul·laven totes les graduacions militars i condecoracions. Aquests dos decrets van posar fi a l'existència de l'antic Exèrcit Imperial, que es va fer definitiva amb la creació, el 28 de gener de 1918 del nou Exèrcit Roig d'Obrers i Camperols.

## Cosacs

### Rangs i insígnies
A continuació es presenten, en una taula, els graus i les insígnies de l'Exèrcit Imperial Rus:

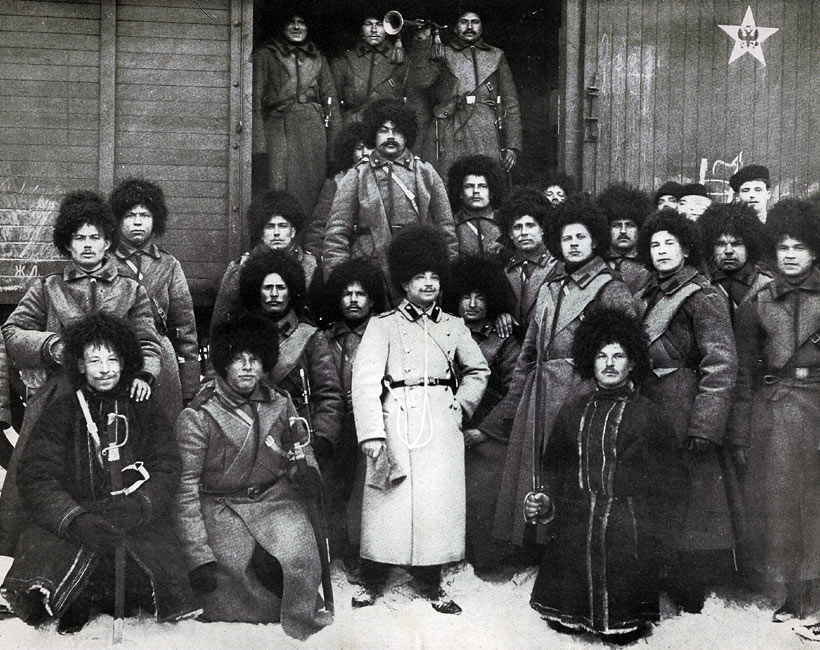
23a Brigada d'artilleria en viatge des de Gátchina al front japonès i Manxúria a l'hivern de 1904.

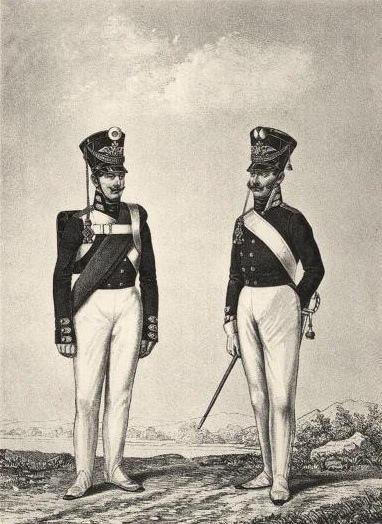
Kanonir i Feuerwerker, 1809-10.

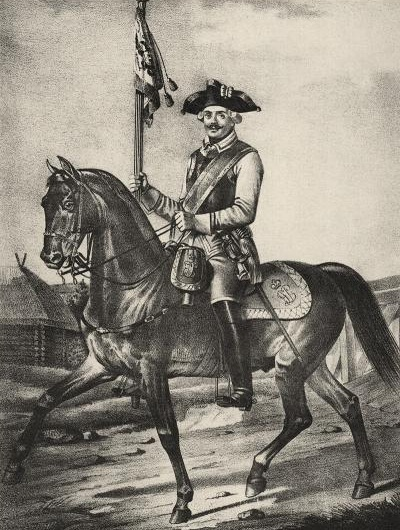
Corneta (1756-62).

| Infanteria                              | Artilleria                              | Cavalleria               | Seguidors de cosacs                                          | Insígnia                 |
| Soldats rasos (riadovye)                | Soldats rasos (riadovye)                | Soldats rasos (riadovye) | Soldats rasos (riadovye)                                     | Soldats rasos (riadovye) |
| --------------------------------------- | --------------------------------------- | ------------------------ | ------------------------------------------------------------ | ------------------------ |
| Riadovói                                | Kanonir                                 | Riadovói                 | Cosac                                                        | 150px                    |
| Gefreiter                               | Bombardir                               | Gefreiter                | Prikazni                                                     |                          |
| Suboficials (Unter-ofitser)             |                                         |                          |                                                              |                          |
| Unter-ofitser juvenil (Mladshi)         | Feuerwerker juvenil                     | Unter-ofitser juvenil    | Uriádnik juvenil                                             |                          |
| Unter-ofitser veterà (Starshi)          | Feuerwerker veterà                      | Unter-ofitser veterà     | Uriádnik veterà                                              |                          |
| Feldwebel                               | Feldwebel                               | Wachtmeister             | Wachtmeister                                                 |                          |
| Podpráporshchik                         | Podpráporshchik                         | —                        | Podjoruzhni                                                  |                          |
| Zauriad-práporshchik                    | Zauriad-práporshchik                    | —                        | —                                                            |                          |
| Oficials superiors (Ober-ofitser)       |                                         |                          |                                                              |                          |
| Práporshchik (només en temps de guerra) | Práporshchik (només en temps de guerra) | —                        | —                                                            |                          |
| Podporúchik                             | Podporúchik                             | Kornet                   | Joruzhni                                                     |                          |
| Porúchik                                | Porúchik                                | Porúchik                 | Sótnik                                                       |                          |
| Stabskapitän                            | Stabskapitän                            | Stabsrittmeister         | Podyesaúl                                                    |                          |
| Kapitan                                 | Kapitan                                 | Rittmeister              | Yesaúl                                                       |                          |
| Oficials de camp (Shtabs-ofitser        |                                         |                          |                                                              |                          |
| Major (anul·lat al 1884)                | Major (anul·lat al 1884)                | Major (anul·lat al 1884) | Voiskovói starshiná (fins 1884)                              |                          |
| Podpolkóvnik                            | Podpolkóvnik                            | Podpolkóvnik             | 'Podpolkovnik (fins 1884); Voiskovói starshiná (des de 1885) |                          |
| Polkóvnik                               |                                         |                          |                                                              |                          |
| Generals                                |                                         |                          |                                                              |                          |
| General Major                           |                                         |                          |                                                              |                          |
| General-leitenant                       |                                         |                          |                                                              |                          |
| General d'infanteria                    | General d'artilleria                    | General de cavalleria    | General de cavalleria                                        |                          |
| Generalfeldmarschall                    |                                         |                          |                                                              |                          |

## Galeria fotogràfica

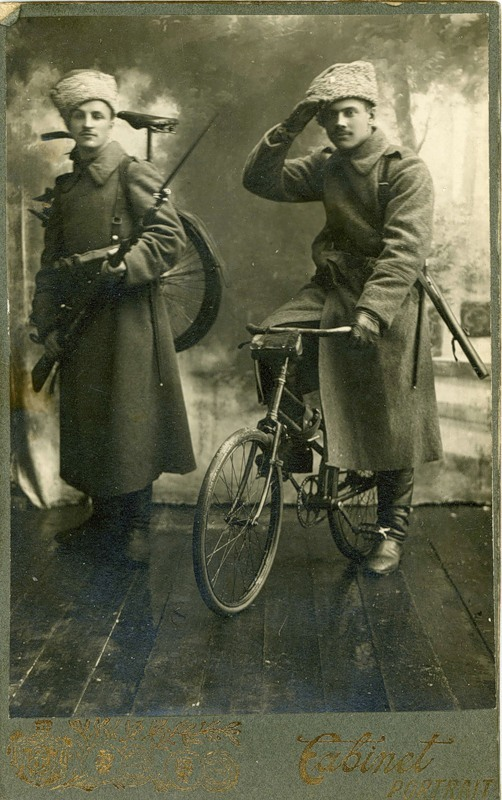
Soldats russos amb bicicleta (1910-1916).
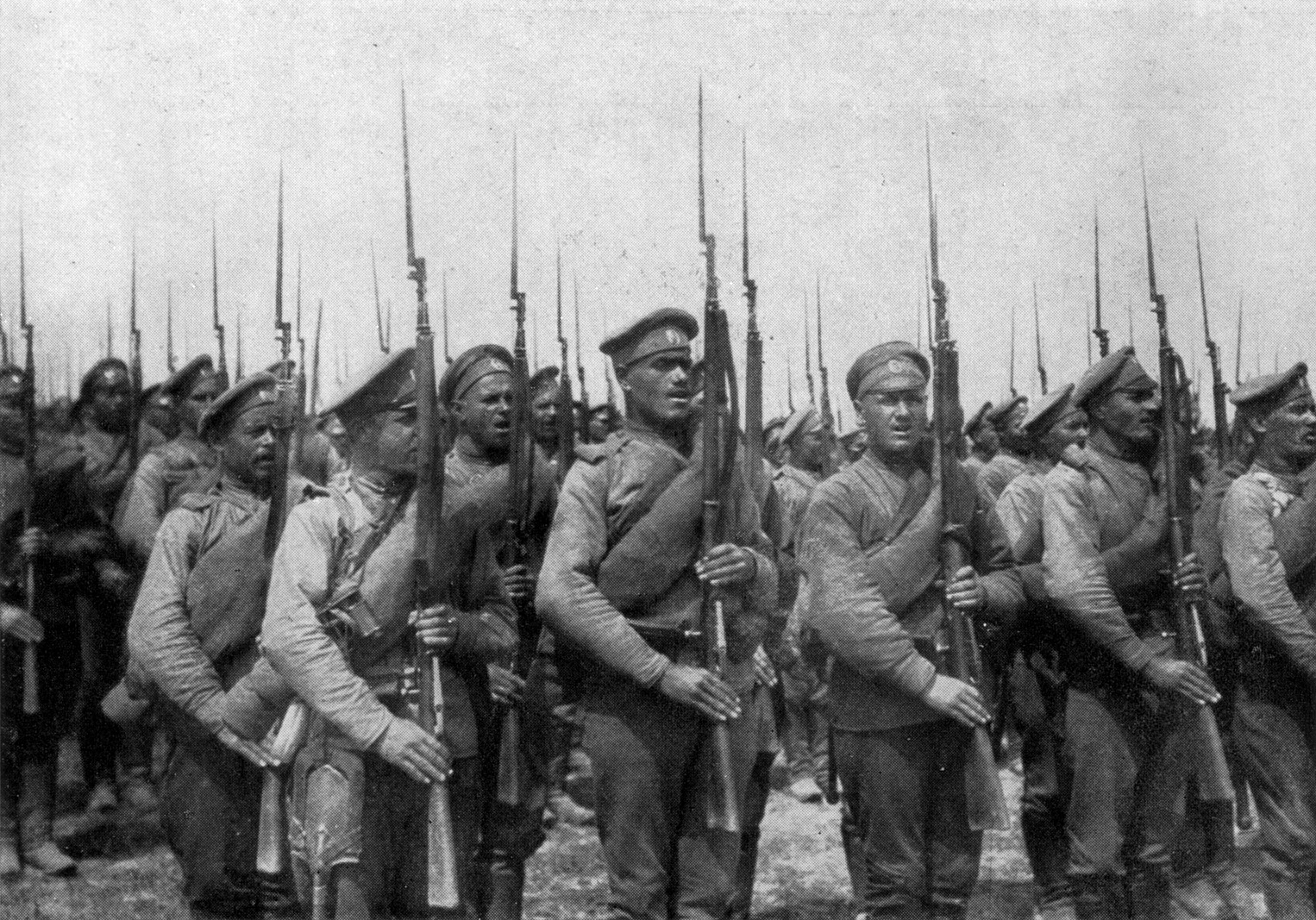
Infanteria russa a la Primera Guerra Mundial.
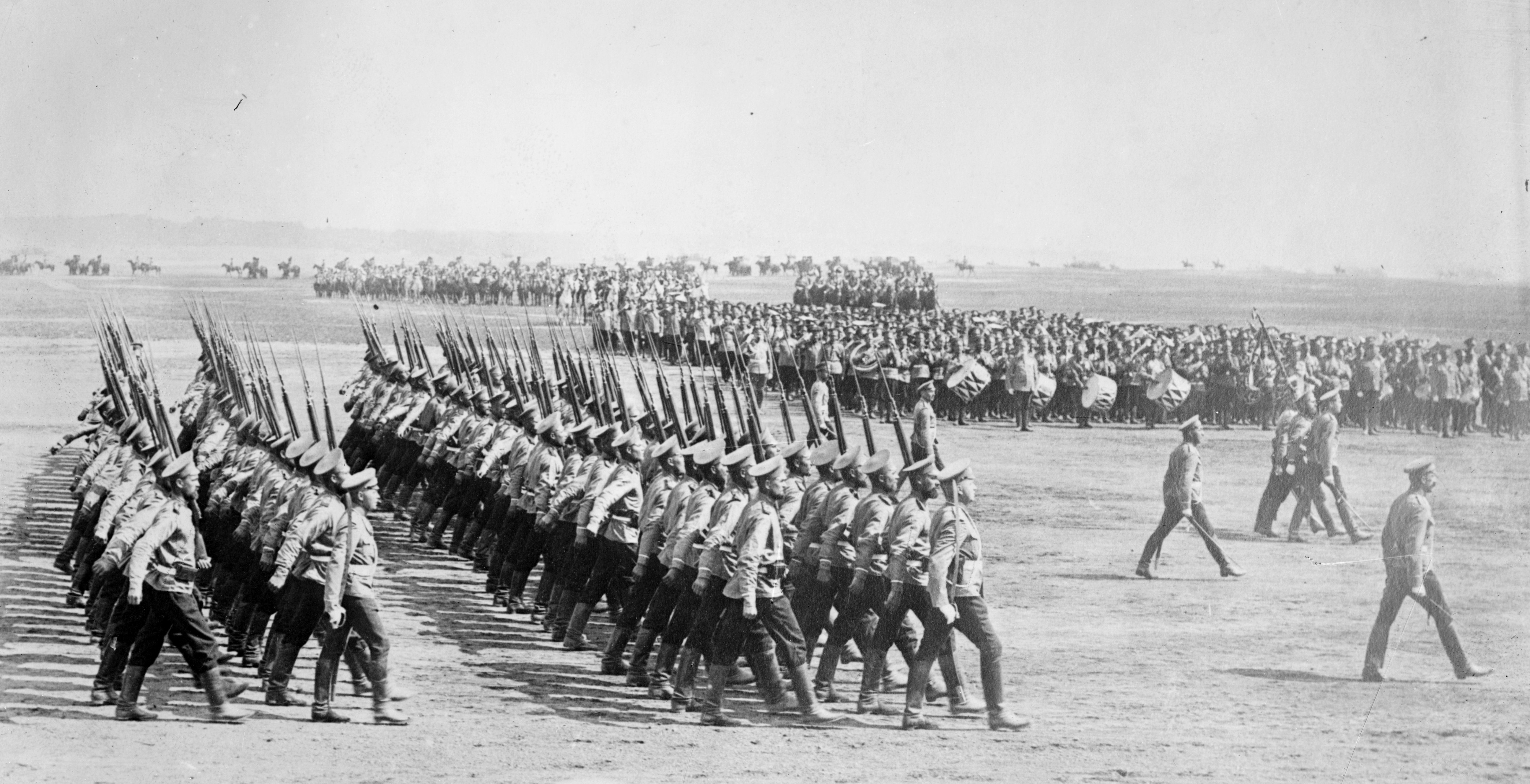
Infantería rusa.
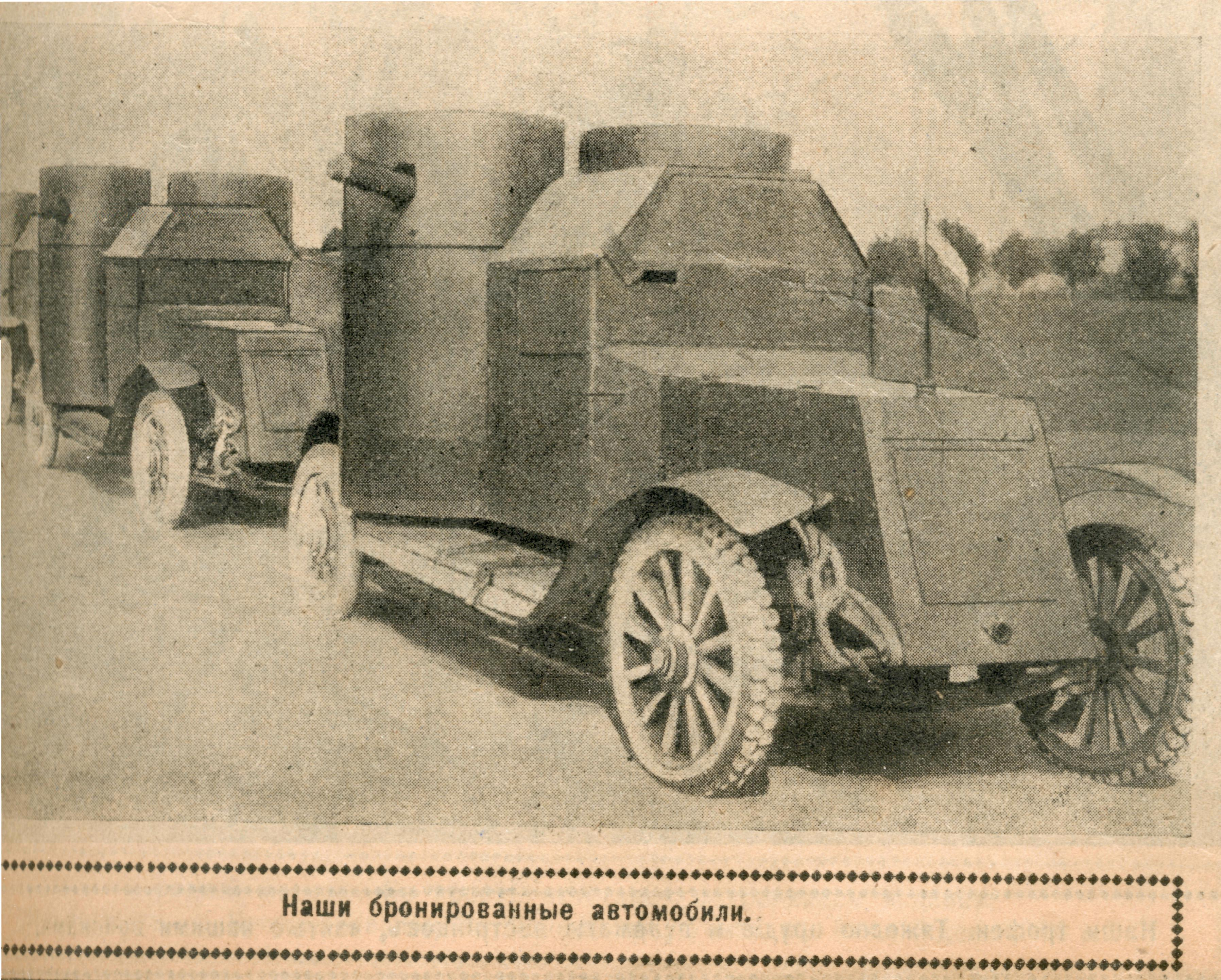
Automòbil blindat Austin (1916).
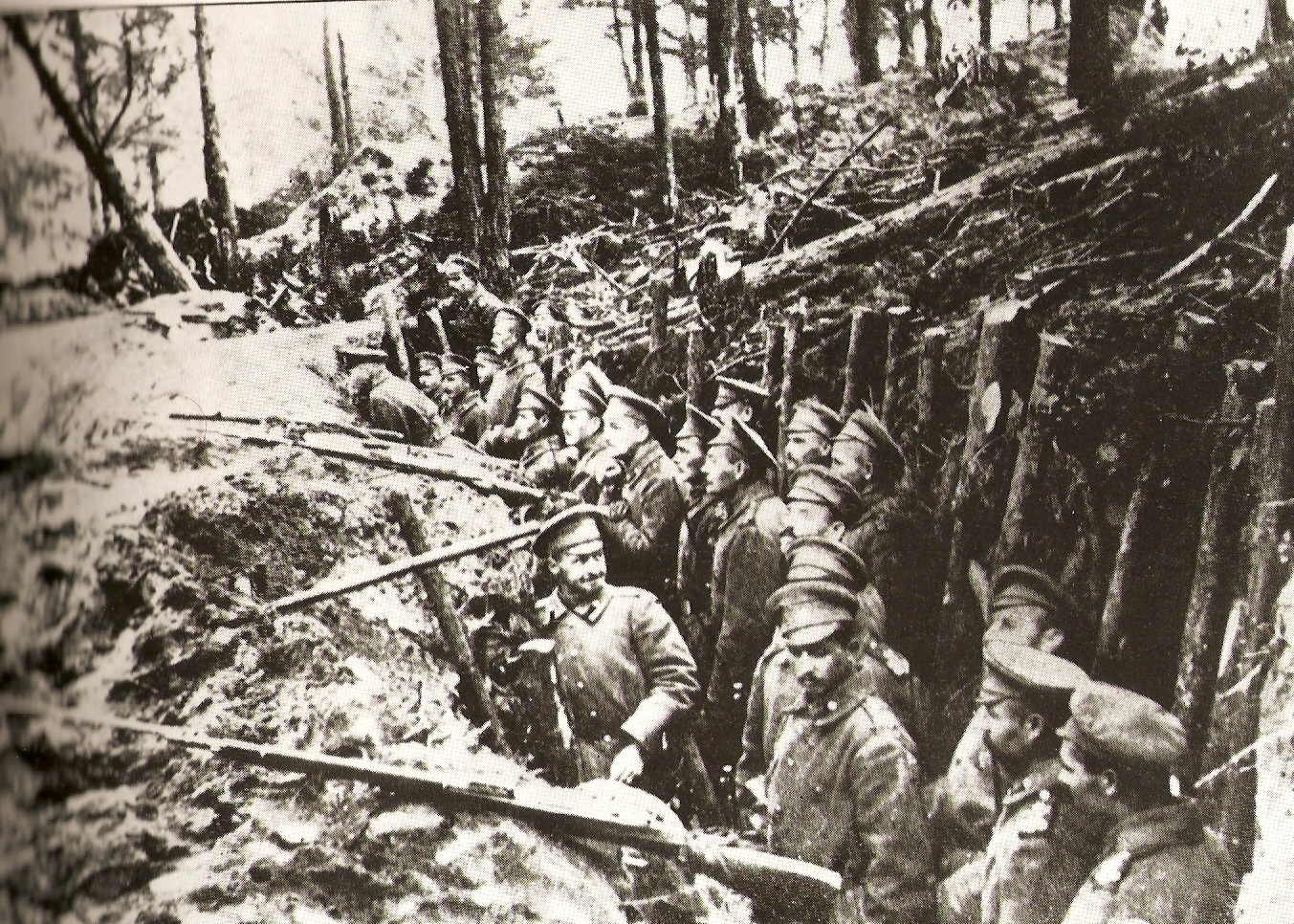
Trinxera russa als boscos de Sarikamish.
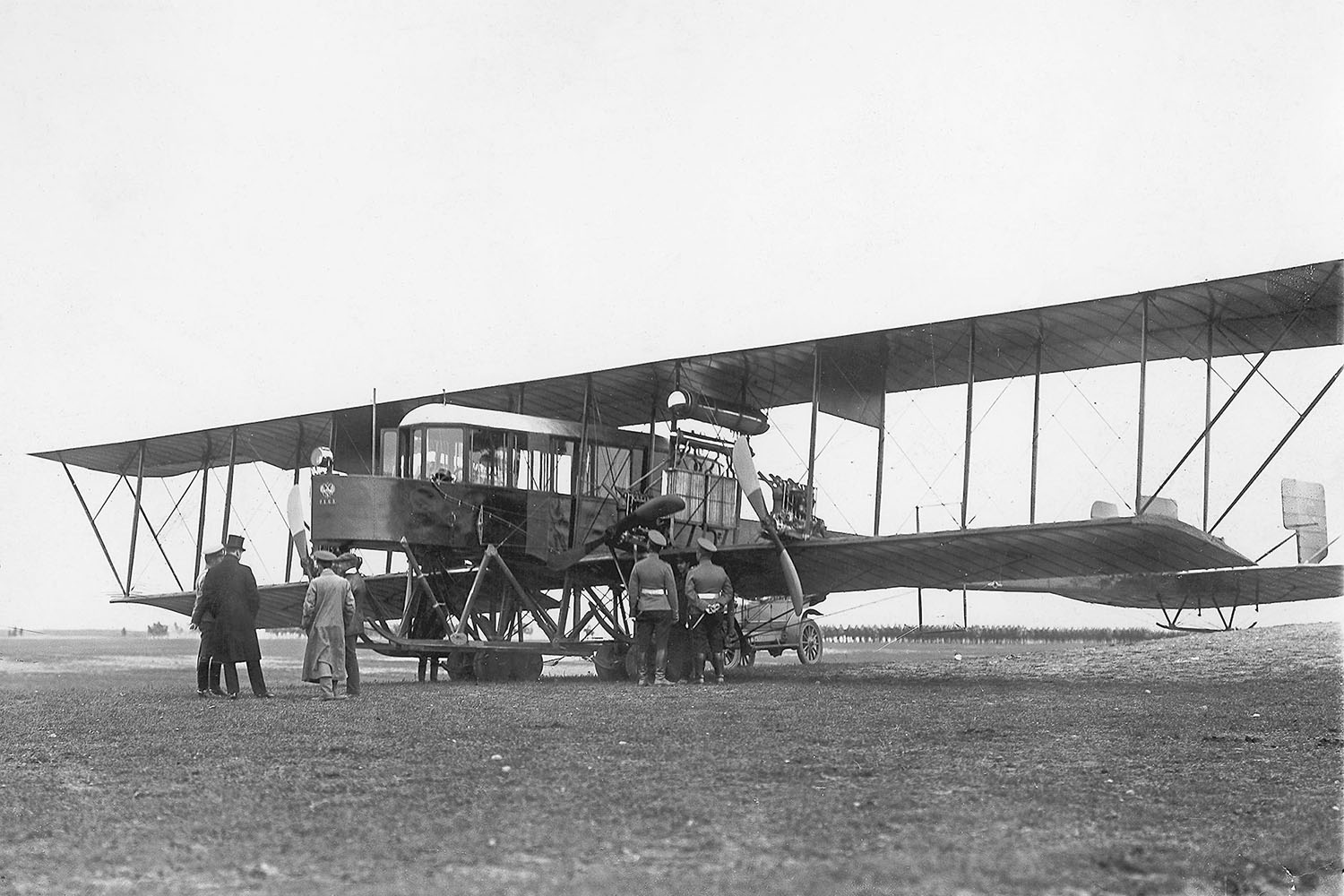
Sikorsky Russky Vityaz.